# Buckatunna
Buckatunna è un census-designated place (CDP) degli Stati Uniti d'America, situato nello Stato del Mississippi, nella contea di Wayne.